# سريدنكوليمسك
ستريدنكوليمسك (بالروسية: Среднеколымск) هي إحدى مدن روسيا في الكيان الفدرالي الروسي ياقوتيا.

## المناخ
يظهر الجدول التالي التغييرات المناخية على مدار السنة لسريدنكوليمسك:
| البيانات المناخية لـسريدنكوليمسك                    | البيانات المناخية لـسريدنكوليمسك | البيانات المناخية لـسريدنكوليمسك | البيانات المناخية لـسريدنكوليمسك | البيانات المناخية لـسريدنكوليمسك | البيانات المناخية لـسريدنكوليمسك | البيانات المناخية لـسريدنكوليمسك | البيانات المناخية لـسريدنكوليمسك | البيانات المناخية لـسريدنكوليمسك | البيانات المناخية لـسريدنكوليمسك | البيانات المناخية لـسريدنكوليمسك | البيانات المناخية لـسريدنكوليمسك | البيانات المناخية لـسريدنكوليمسك | البيانات المناخية لـسريدنكوليمسك |
| الشهر                                               | يناير                            | فبراير                           | مارس                             | أبريل                            | مايو                             | يونيو                            | يوليو                            | أغسطس                            | سبتمبر                           | أكتوبر                           | نوفمبر                           | ديسمبر                           | المعدل السنوي                    |
| --------------------------------------------------- | -------------------------------- | -------------------------------- | -------------------------------- | -------------------------------- | -------------------------------- | -------------------------------- | -------------------------------- | -------------------------------- | -------------------------------- | -------------------------------- | -------------------------------- | -------------------------------- | -------------------------------- |
| الدرجة القصوى °م (°ف)                               | −4.3 (24.3)                      | −3.3 (26.1)                      | 2.3 (36.1)                       | 14.6 (58.3)                      | 28.4 (83.1)                      | 33.5 (92.3)                      | 36.7 (98.1)                      | 32.2 (90.0)                      | 24.6 (76.3)                      | 13.6 (56.5)                      | 5.1 (41.2)                       | −5.3 (22.5)                      | 36.7 (98.1)                      |
| متوسط درجة الحرارة الكبرى °م (°ف)                   | −34.4 (−29.9)                    | −30.9 (−23.6)                    | −20.5 (−4.9)                     | −8.2 (17.2)                      | 4.3 (39.7)                       | 16.4 (61.5)                      | 18.9 (66.0)                      | 14.8 (58.6)                      | 7.1 (44.8)                       | −7.9 (17.8)                      | −23.8 (−10.8)                    | −31.7 (−25.1)                    | −8 (18)                          |
| المتوسط اليومي °م (°ف)                              | −37.9 (−36.2)                    | −34.8 (−30.6)                    | −26.7 (−16.1)                    | −15.3 (4.5)                      | −1.1 (30.0)                      | 11.2 (52.2)                      | 13.9 (57.0)                      | 10.1 (50.2)                      | 3.2 (37.8)                       | −11.1 (12.0)                     | −27.2 (−17.0)                    | −35.1 (−31.2)                    | −12.6 (9.3)                      |
| متوسط درجة الحرارة الصغرى °م (°ف)                   | −41.4 (−42.5)                    | −38.7 (−37.7)                    | −32.9 (−27.2)                    | −22.4 (−8.3)                     | −6.4 (20.5)                      | 5.9 (42.6)                       | 8.8 (47.8)                       | 5.4 (41.7)                       | −0.8 (30.6)                      | −14.3 (6.3)                      | −30.5 (−22.9)                    | −38.5 (−37.3)                    | −17.1 (1.2)                      |
| أدنى درجة حرارة °م (°ف)                             | −56.1 (−69.0)                    | −56.0 (−68.8)                    | −50.4 (−58.7)                    | −42.4 (−44.3)                    | −30.0 (−22.0)                    | −10.9 (12.4)                     | −1.6 (29.1)                      | −5.1 (22.8)                      | −14.8 (5.4)                      | −36.1 (−33.0)                    | −58.2 (−72.8)                    | −53.5 (−64.3)                    | −58.2 (−72.8)                    |
| الهطول مم (إنش)                                     | 13 (0.5)                         | 9 (0.4)                          | 7 (0.3)                          | 6 (0.2)                          | 8 (0.3)                          | 25 (1.0)                         | 32 (1.3)                         | 27 (1.1)                         | 17 (0.7)                         | 16 (0.6)                         | 15 (0.6)                         | 13 (0.5)                         | 188 (7.5)                        |
| المصدر: Worldwide Bioclimatic Classification System |                                  |                                  |                                  |                                  |                                  |                                  |                                  |                                  |                                  |                                  |                                  |                                  |                                  |